# 膽囊疾病
胆囊疾病与胆管疾病密切相关，最常见的原因是胆结石（胆石症）。  
胆囊的功能，是儲存與濃縮由肝臟製造的膽汁，並在需要時將膽汁送進消化道以協助消化脂肪。由肝臟下行的總肝管與膽囊管會合形成總膽管，總膽管經過胰臟，與十二指腸相接，總膽管的末端有Oddi氏括約肌。膽囊基本上由神经激素控制，胆囊收缩素(CCK) 导致胆囊收缩，將膽汁送到胆管裡。其他激素則讓膽囊放鬆以儲存胆汁。  激素、膽道系統、胆囊發生病變，都會導致疾病。胆结石是最常见的問題，還可導致其他部分的疾患，例如胆囊炎、胆结石阻塞胰管導致結石性胰臟炎。   治療選擇應視病人症狀與整體狀況而定，可以採取手術也可採取藥物治療。 

## 病徵和症状
胆囊疾病的主要表现为右上腹部腹痛。疼痛通常是突發的，會投射到右肩和背部。疼痛可能持續，但也可能是陣發性，僅持续几分钟到几小时不等。这种疼痛稱為为胆绞痛。胆囊疾病和胆绞痛常伴隨恶心和呕吐。如為胆囊炎和總膽管结石等疾病導致膽絞痛，病人可能會发烧。  
理學檢查可見病人發生墨菲氏癥狀；檢查時醫師先找到病人右側最下端的肋骨下緣，握著肋骨以將手指深壓入肋骨下方。此時讓病人深吸氣，如引起加壓處疼痛則為陽性發現，顯示膽囊可能發炎。此外右上腹的單純深壓觸診，也可能引起疼痛。鑑別診斷包括腹膜炎以及其他鄰近器官的發炎。墨菲氏癥狀陰性也不能排除膽囊發炎的可能。進行腹部超音波時將探頭深壓並請病人深吸氣，也可能發現膽囊發炎病人的墨菲氏徵象，對於急性胆囊炎的阳性和阴性预测值超过 90%  

## 胆囊疾病
- 胆石症（胆结石）患者常無症状，但本症也可能引起陣發性疼痛，病人常伴有胆囊疾病的其他病徵與症狀，如恶心、呕吐，以及伴隨投射至背部的腹痛。切除膽囊可治癒本症。但要注意的是腹痛可能与其他肠道疾病混淆。 [5]
- 胆囊炎可為急性也可能是慢性，首選診斷是超音波檢查，可見胆囊壁厚度增加。急性膽囊炎病人抽血可能發現白血球增加。在慢性膽囊炎病人，雖然切除膽囊可治癒此症，但在老年、高危險病人不適合手術時，可以用药物治疗作為替代。急性膽囊炎病人先以抗生素治療以預防發生膿瘍，並以藥物止痛，在手術前一般不建議進食。 [4]
- 胆囊息肉是膽囊內的贅生物，最常见的是胆固醇息肉。有些会引起上腹部疼痛，但有些並無症狀。治療取決於息肉大小和症状，較小的息肉可以固定追蹤變化即可，但大于 10 毫米的息肉，由於潛在的惡性風險較高，一般建議進行膽囊切除術。  [7]
- 胆囊癌（胆囊恶性肿瘤）大多為腺癌，且早期多無症状，常在晚期才被发现，因而预后较差。膽囊癌成因有多種假設，例如胆囊炎、胆结石、种族、胆囊息肉、生活模式（如肥胖症）等等，可能較易發生膽囊癌。症状包括持续的右上腹疼痛、黄疸，已及觸診右上腹發現腫瘤。
- 胆道运动障碍：胆囊释出胆汁的速度異常导致慢性膽道绞痛。診斷時要先進行常用於檢查膽結石的檢查，以及注射膽囊收縮速並進行 HIDA 核醫扫描，以判斷膽囊的排出速率。查看射血分数。这种激素会导致胆囊释放胆汁。
- 胆囊切除术后综合征（胆固醇、水肿、穿孔、瘘管）
- 黄色肉芽肿性胆囊炎是罕见的胆囊疾病，雖然不是惡性腫瘤，但表徵類似胆囊癌。 [8] [9] 本症於1976 年由JJ McCoy, Jr. 及其同事首先發表。  [10]

## 诊断
應依照最可能的诊断安排檢查，一般檢查包括肝功能檢查與和胰酶（如脂肪酶），但多在正常范围内。在某些情况下（例如胆囊炎）碱性磷酸酶和胆红素可能会轻度升高。如果胆结石阻塞其他胆道，导致胰胆结石或總膽管管结石，病人可能會有肝功能異常、胰酶和胆红素升高。  
超音波是检查胆囊壁增厚、息肉、胆囊周围积液和胆结石的首选影像學檢查，在檢查時也可以用探頭取代手觀察病人是否有到墨菲氏徵象。  也可以使用核子醫學檢查，施予膽囊收縮素並评估胆囊是否发挥功能。  对于疑似總膽管结石，使用電腦斷層檢查可以評估膽管與鄰近器官情形，而內視鏡逆行性膽道胰管攝影（ERCP) 可用于诊断和治疗，可以清除阻塞總胆管的结石。 

## 治疗
对于偶然发现胆结石或小息肉的无症状疾病患者，若無症狀可單純觀察而不进行进一步治疗。但如膽囊疾病造成症狀，或懷疑有惡性病變時，則可进行胆囊切除术。對於晚期膽囊癌，由于 5 年生存率低，因此是否手術應謹慎評估，尤其是已有区域淋巴结轉移的病人。 胆囊切除术后，胆囊疾病的症状通常会减轻，但如腹痛是由其他消化道疾病（如腸躁症）引起，則症狀將會持續。 